# Roger Federers tennissäsong 2015
Roger Federers tennissäsong 2015 är en pågående säsong av den schweiziska tennisspelaren Roger Federer.
Federer vann i januari sin första titel i Brisbane International efter att ha besegrat Milos Raonic i finalen och blev därmed den tredje manliga spelaren att vinna tusen matcher. Australiska öppna blev dock en besvikelse då han förlorade redan i tredje omgången. Han vann sedan sin sjunde titel i Dubai Tennis Championships efter att ha besegrat Novak Djokovic i finalen.

## Årssammanfattning

### Brisbane International
Den 1 september 2014 meddelade Federer att han skulle spela i turneringen. Federer gick in i turneringen som förstaseedad och fick därför hoppa över den första omgången. I den andra omgången mötte Federer australiensaren John Millman. Millman vann första set med 6–4, men Federer vände sedan matchen och vann andra och tredje set och matchen slutade 4–6, 6–4, 6–3. I kvartsfinalen så stod australiensaren James Duckworth för motståndet. Federer vann det första setet på 16 minuter och Duckworth vann bara sex poäng under hela setet. I andra set lyckades Duckworth vinna ett gem tidigt men Federer vann även det setet och matchen slutade 6–0, 6–1. Matchen tog totalt 41 minuter. I semifinalen så mötte Federer bulgaren Grigor Dimitrov och vann på två set med 6–2, 6–2. Finalen, som gick till en tresetare mot kanadensaren Milos Raonic var väldigt jämn. Federer breakade Raonic tidigt i första set och vann det med 6–4 och breakade igen i andra setets första gem. Men Raonic breakade tillbaks och det blev tiebreak. Federer vann de första två poängen, men sedan vann Raonic sju raka poäng och vann tiebreaket med 7–2. Tredje set var väldigt jämnt och båda spelarna hade flera breakbollar men ingen lyckades vinna de bollarna. När Federer ledde med 5–4 i gem och det stod 30–30 i Raonics survegem gjorde han dubbelfel och Federer vann därefter sin första matchboll och lyckades till sist vinna och vann därmed sin första titel i Brisbane. Segern i turneringen innebar också att Federer blev den tredje manliga tennisspelaren genom tiderna att vinna 1000 ATP-matcher. Federer blev också den första spelaren att vinna minst en singeltitel femton år i följd.

### Australiska öppna
Federer gick in i turneringen som andraseedad. Första matchen vanns mot Lu Yen-hsun efter tre set. I Den andra omgången besegrade Federer italienaren Simone Bolelli i fyra set, efter att ha förlorat det första setet. Det var Federers 75:e vinst i turneringen totalt. I den tredje matchen mot italienaren Andreas Seppi började Federer dåligt genom att förlora både första och andra set, som gick till tiebreak. Federer vann det tredje setet med 6–4 men förlorade dock det fjärde setet, som också gick till tiebreak. Det var första gången Federer förlorade mot Seppi, tidigare hade Federer 10–0 i matcher. Det var även första gången sedan 2003 som Federer inte nått semifinalen i Australiska öppna, och det var hans sämsta resultat i turneringen sedan 2001.

### Dubai Tennis Championships
I Dubai Tennis Championships var Federer andraseedad samt regerande mästare. I första matchen ställdes Federer mot Mikhail Youzhny och vann i två set med 6–3, 6–1 och förbättrade därmed sin statistik mot Youzhny till 16–0. Spanjoren Fernando Verdasco blev Federers näste motståndare. Verdasco inledde första set med att bryta Federers serve och tog ledningen med 4–1. Sedan vann Federer fem raka blankgem, tjugo raka poäng vunna. Federer vann det andra setet komfortabelt och matchen slutade 6–4, 6–3. I kvartsfinalen väntade Richard Gasquet. Federer inledde matchen med att i första set bryta Gasquets serve tre gånger, och vinna setet med 6–1 på bara tjugo minuter. Gasquet kände sig sedan inte bra och kunde inte fortsätta spela. I semifinalen väntade den 18-åriga lucky losern Borna Ćorić, som besegrade den tredje seedade Andy Murray i kvartsfinalen. Federer bröt Ćorić serve direkt, men Ćorić bröt tillbaks. Sedan bröt Federer Ćorić ytterligare två gånger och vann det första setet med 6–2. I det andra setet lyckades Federer bryta Ćorić tre gånger, och Federer utklassade 18-åringen med 6–2, 6–1 på 57 minuter och nådde sin nionde final i Dubai. Federer ställdes i finalen mot sin gamle rival Novak Djokovic. I det första setet hade Djokovic flera chanser att bryta Federers serve men Federer räddade samtliga chanser och lyckades själv bryta Djokovic serve, och vann det första setet med 6–3. I det andra setet hade Djokovic en 40–15 ledning på Federers serve i två raka gem, samt två setbollar, men Federer klarade de också, och lyckades till sist bryta Djokovic serve igen och vann det andra setet med 7–5. Federer försvarade sin titel och vann för sjunde gången i Dubai, samt att han under finalen gjorde sitt 9 000:e surveess, och blev den fjärde spelaren att uppnå det, efter Goran Ivanišević, Ivo Karlović, och Andy Roddick. Med vinsten förbättrade Federer sin statistik mot Djokovic till 20–17.

### Indian Wells Masters
Han kom till turneringen som andraseedad och slapp spela första omgången. I andra omgången besegrade han Diego Schwartzman komfortabelt i två set med 6–4, 6–2. I den tredje omgången ställdes han igen mot Andreas Seppi som besegrade Federer i Australiska öppna. Nu fick Federer revansch då han vann komfortabelt med 6–3, 6–4 och förbättrade sin statistik mot Seppi till 11–1. I fjärde omgången väntade överraskningen Jack Sock, som behövt spela första omgången samt behövt rädda en matchboll i andra omgången. Sock spelade bra i början, men sedan började Federer mer och mer ta över spelet och vann i två set med 6–3, 6–2. Vinsten var även Federers femtionde vinst i turneringen. I kvartsfinalen väntade rivalen Tomáš Berdych. Federer spelade väldigt bra i egen serve och var nära att bryta Berdych serve men lyckades inte förrän i slutet av det första setet. I det andra setet spelade Federer genomstående genom att bryta Berdych serve tre gånger i rad och vann matchen övertygande i två set med 6–4, 6–0. I semifinalen mötte han Milos Raonic, som besegrat Rafael Nadal i semifinalen efter att ha räddat tre matchbollar. Federer vann det första setet efter att ha brutit Raonic serve i hans sista servegem. Sedan bröt Federer direkt Raonic i det andra setet och besegrade honom i två set med 7–5, 6–4 och nådde därmed sin andra raka Indian Wells Masters-final. I finalen väntade Novak Djokovic. Djokovic vann det första setet med 6–3, sedan höll han på att vinna matchen efter att ha brutit Federers serve igen i det andra setet och setet gick till ett tiebreak. Där tog Djokovic ledningen med 5–3 men Federer vände sedan och vann tiebreaket med 7–5. Djokovic vann sedan det tredje setet med 6–2 och Federer blev tvåa i turneringen för andra året i rad.

### Monte-Carlo Masters
I Monte-Carlo Masters besegrade Federer Jérémy Chardy i andra omgången komfortabelt med 6–2, 6–1. Men i nästa match mot Gaël Monfils hade Federer en dålig dag med många missar och det ledde till att han förlorade matchen i två set med 6–4, 7–6(7–5).